# Tender Heart
Tender Heart è un singolo del cantautore statunitense Lionel Richie, pubblicato nel 2001 ed estratto dall'album Renaissance.

## Tracce
- CD Maxi Singolo

1. Tender Heart – 4:05 (Lionel Richie, Paul Barry, Billy Lawrie)
2. Don't Stop the Music (Joey Negro Revival Mix Radio Edit) – 3:47 (Richie, Barry, Taylor)
3. All Night Long (Hustlers Convention DMC Mix) – 6:21 (Richie)

## Classifiche
| Classifica (2001) | Posizione massima |
| ----------------- | ----------------- |
| Regno Unito       | 29                |